# ノース内閣
ノース内閣（ノースないかく、英語: North ministry）は1770年1月28日から1782年3月27日まで続いた、グレートブリテン王国の内閣。この内閣期では1770年のフォークランド危機、1775年のアメリカ独立戦争勃発、1780年のゴードン暴動といった事件がおきた。トーリー党、ベッドフォード派、グレンヴィル派が与党の立場にあり、1770年から1774年までは連立内閣だった。

## 内閣
| 役職                 | 肖像 | 名前 | 名前                           | 在任                            | 所属政党   |
| -------------------- | ---- | ---- | ------------------------------ | ------------------------------- | ---------- |
| 第一大蔵卿 財務大臣  |      |      | ノース卿                       | 1770年1月28日 – 1782年3月27日   | トーリー党 |
| 大法官               |      |      | バサースト伯爵                 | 1771年1月23日 – 1778年6月3日    | トーリー党 |
| 大法官               |      |      | サーロー男爵                   | 1778年6月3日 – 1783年4月7日     | トーリー党 |
| 枢密院議長           |      |      | ゴア伯爵                       | 1767年12月22日 – 1779年11月24日 | トーリー党 |
| 枢密院議長           |      |      | バサースト伯爵                 | 1779年11月24日 – 1782年3月27日  | トーリー党 |
| 王璽尚書             |      |      | ハリファックス伯爵             | 1770年2月26日 – 1771年1月22日   | トーリー党 |
| 王璽尚書             |      |      | サフォーク伯爵                 | 1771年1月22日 – 1771年6月12日   | 無所属     |
| 王璽尚書             |      |      | グラフトン公爵                 | 1771年6月12日 – 1775年11月4日   | ホイッグ党 |
| 王璽尚書             |      |      | ダートマス伯爵                 | 1775年11月4日 – 1782年3月27日   | 無所属     |
| 王室家政長官         |      |      | タルボット伯爵                 | 1761年 – 1782年4月27日          | 無所属     |
| 宮内長官             |      |      | ハートフォード伯爵             | 1766年 – 1782年                 | 無所属     |
| 南部担当国務大臣     |      |      | ウェイマス子爵                 | 1768年10月21日 – 1770年12月12日 | トーリー党 |
| 南部担当国務大臣     |      |      | ロッチフォード伯爵             | 1770年12月19日 – 1775年11月9日  | 無所属     |
| 南部担当国務大臣     |      |      | ウェイマス子爵                 | 1775年11月9日 – 1779年11月24日  | トーリー党 |
| 南部担当国務大臣     |      |      | ヒルズバラ伯爵                 | 1779年11月24日 – 1782年3月27日  | 無所属     |
| 北部担当国務大臣     |      |      | ロッチフォード伯爵             | 1768年10月21日 – 1770年12月19日 | 無所属     |
| 北部担当国務大臣     |      |      | サンドウィッチ伯爵             | 1770年12月19日 – 1771年1月12日  | ホイッグ党 |
| 北部担当国務大臣     |      |      | ハリファックス伯爵             | 1771年1月22日 – 1771年6月6日    | トーリー党 |
| 北部担当国務大臣     |      |      | サフォーク伯爵                 | 1771年6月12日 – 1779年3月7日    | 無所属     |
| 北部担当国務大臣     |      |      | ストーモント子爵               | 1779年10月27日 – 1782年3月27日  | 無所属     |
| 植民地大臣           |      |      | ヒルズバラ伯爵                 | 1768年2月27日 – 1772年8月27日   | 無所属     |
| 植民地大臣           |      |      | ダートマス伯爵                 | 1772年8月27日 – 1775年11月10日  | 無所属     |
| 植民地大臣           |      |      | ジョージ・ジャーメイン卿       | 1775年11月10日 – 1782年2月      | 無所属     |
| 植民地大臣           |      |      | ウェルボア・エリス             | 1782年2月 – 1782年3月           | 無所属     |
| ランカスター公領大臣 |      |      | ジェームズ・スミス＝スタンリー | 1762年12月13日 – 1771年6月14日  | 無所属     |
| ランカスター公領大臣 |      |      | クラレンドン伯爵               | 1771年6月14日 – 1782年4月17日   | ホイッグ党 |
| 海軍大臣             |      |      | サー・エドワード・ホーク       | 1766年 – 1771年                 | 無所属     |
| 海軍大臣             |      |      | サンドウィッチ伯爵             | 1771年 – 1782年                 | ホイッグ党 |
| 軍需総監             |      |      | タウンゼンド子爵               | 1772年10月 – 1782年3月          | 無所属     |
| アイルランド総督     |      |      | タウンゼンド子爵               | 1767年8月19日 – 1772年10月29日  | 無所属     |
| アイルランド総督     |      |      | ハーコート伯爵                 | 1772年10月29日 – 1776年12月7日  | 無所属     |
| アイルランド総督     |      |      | バッキンガムシャー伯爵         | 1776年12月7日 – 1780年11月29日  | 無所属     |
| アイルランド総督     |      |      | カーライル伯爵                 | 1780年11月29日 – 1782年4月8日   | 無所属     |